# Огневи налет
Огневи налет или артналет, или артилерийски рейд – разновидност на кратковременен артилерийски или минометен обстрел, който се характеризира с масираност, внезапност, висока плътност и ограниченост по време.
Като правило, огневия налет се използва за поражение на неголеми обекти и осуществляется чрез бегъл огън. Също е възможно започването на огневия налет с бегъл огън, а да се продължи с методичен.
Използва се не само за унищожението на живата сила и техника на противника, но и при други тактически ситуации (артподготовка, контрабатарейна борба, безпокоящ огън и т.н.). По време на партизанска война най-подходящите цели за огневите налети са пунктовете за свръзка управление, радиостанциите, отделни съоръжения на по комуникациите и т.н..